# Jean-Claude Casadesus
Jean-Claude Casadesus, nacido como Jean-Claude Probst (París; 7 de diciembre de 1935) es un director de orquesta francés.

## Biografía

### Familia
Los Casadesus son una familia artística: Jean-Claude es hijo de la actriz Gisèle Casadesus y padre de la cantante Caroline Casadesus y del actor Olivier Casadesus.

### Carrera musical
En 1959, Jean-Claude Casadesus comenzó su carrera como percusionista de la orquesta del Conservatorio Nacional Superior de Música de París. Realizó estudios de escritura y dirección de orquesta con Pierre Dervaux —en la École Normale de Musique— y con Pierre Boulez.
En 1969 es contratado como director permanente de la Ópera de París y de la Ópera Cómica. Participó, junto a Pierre Dervaux, en la creación de la Orchestre National des Pays de la Loire de la que fue director adjunto hasta 1976. 
Crea luego la Orquesta Nacional de Lille (ONL) y es nombrado director de ella. Desde entonces ha consagrado a dicha agrupación lo esencial de su actividad. La orquesta viaja mucho nacional e internacionalmente.
De 2005 a 2008 fue director musical de la Orquesta francesa de jóvenes.
Presidente de la asociación Música nueva en libertad.

## Distinciones

### Órdenes
- Comandante de la Legión de Honor ( Francia).

- Comandante de la Orden Nacional del Mérito ( Francia).
- Comandante de las Artes y Letras ( Francia).
- Comandante de la Orden de Orange-Nassau ( Países Bajos).
- Oficial de la Orden de Leopoldo ( Bélgica).
- Caballero de la Orden de las Palmas Académicas ( Francia).

### Premios
- En 2004, durante las premiaciones Victorias de la música clásica le fue otorgada una Victoria de Honor.

## Discografía con la Orquesta Nacional de Lille
- Richard Wagner, Oberturas y monólogos célebres, Le Vaisseau Fantôme, Tännhauser, Los maestros cantores de Nuremberg, La Valkiria, con José van Dam. En: Forlane
- Darius Milhaud, La Création du monde, Le Bœuf sur le toit, Suite Provençale, L'Homme et son Désir. En: Naxos
- Serguéi Prokófiev, Alexander Nevsky (Cantata), Lieutenant Kijé (Suite). En: Naxos
- Hector Berlioz, La Condenación de Fausto. En: Naxos
- Joseph Canteloube, Chants d'Auvergne. En: Naxos
- Gustav Mahler, Sinfonías. En: Forlane

## Enlaces y documentos externos
- Productions Internationales Albert Sarfati : Jean-Claude Casadesus
- Entrevista con Jean-Claude Casadesus

- Datos: Q1420733
- Multimedia: Jean-Claude Casadesus / Q1420733